# Elecciones estatales de Tabasco de 2021
Las elecciones estatales de Tabasco de 2021 se llevaron a cabo el domingo 6 de junio de 2021, y en ellas se renovaron los titulares de los siguientes cargos de elección popular del estado mexicano de Tabasco:
- 35 diputados estatales: 21 diputados electos por mayoría relativa y 14 designados mediante representación proporcional para integrar la LXIV Legislatura.
- 17 ayuntamientos: Compuestos por un presidente municipal, un síndico y un grupo de regidores, los cuales son electos para un período de tres años.

## Organización

### Partidos políticos
En estas elecciones tienen derecho a participar los diez partidos políticos que cuentan con registro nacional: Partido Acción Nacional (PAN), Partido Revolucionario Institucional (PRI), Partido de la Revolución Democrática (PRD), Partido del Trabajo (PT), Partido Verde Ecologista de México (PVEM), Movimiento Ciudadano (MC), Movimiento Regeneración Nacional (MORENA), Partido Encuentro Solidario (PES), Fuerza por México (FPM) y Redes Sociales Progresistas (RSP).

### Proceso electoral
El periodo de campañas internas para la selección de candidatos dentro de los partidos inició el 23 de diciembre de 2020 y concluyó el 31 de enero de 2021. La campaña electoral inició el 19 de abril y se extienderá por seis semanas, hasta el 2 de junio. La jornada electoral está programada para hacerse el 6 de junio de 2021, de las 8 de la mañana a las 6 de la tarde, en simultáneo con las elecciones federales. Se estima que el computo final de resultados se publique el 12 de junio.

### Distritación Electoral
Para la elección de diputados de mayoría relativa del Congreso del Estado de Tabasco, la entidad se divide en 21 distritos electorales.
| Distrito                                                     | Cabecera        | Circunscripción | Municipios                         | Mapa |
| ------------------------------------------------------------ | --------------- | --------------- | ---------------------------------- | ---- |
| 1                                                            | Tenosique       | Segunda         | Balancán, Tenosique                |      |
| 2                                                            | Cárdenas        | Primera         | Cárdenas                           |      |
| 3                                                            | Cárdenas        | Primera         | Cárdenas                           |      |
| 4                                                            | Huimanguillo    | Primera         | Cárdenas, Huimanguillo             |      |
| 5                                                            | Centla          | Primera         | Centla                             |      |
| 6                                                            | Centro          | Segunda         | Centro                             |      |
| 7                                                            | Centro          | Segunda         | Centro                             |      |
| 8                                                            | Centro          | Segunda         | Centro                             |      |
| 9                                                            | Centro          | Segunda         | Centro                             |      |
| 10                                                           | Centro          | Segunda         | Centro                             |      |
| 11                                                           | Tacotalpa       | Segunda         | Jalapa, Macuspana, Tacotalpa       |      |
| 12                                                           | Centro          | Segunda         | Centro                             |      |
| 13                                                           | Comalcalco      | Primera         | Comalcalco                         |      |
| 14                                                           | Cunduacán       | Primera         | Cunduacán                          |      |
| 15                                                           | Emiliano Zapata | Segunda         | Emiliano Zapata, Jonuta, Macuspana |      |
| 16                                                           | Huimanguillo    | Primera         | Huimanguillo                       |      |
| 17                                                           | Jalpa de Méndez | Primera         | Comalcalco, Jalpa de Méndez        |      |
| 18                                                           | Macuspana       | Segunda         | Macuspana                          |      |
| 19                                                           | Nacajuca        | Primera         | Nacajuca                           |      |
| 20                                                           | Paraíso         | Primera         | Comalcalco, Paraíso                |      |
| 21                                                           | Centro          | Segunda         | Centro                             |      |
| Instituto Electoral y de Participación Ciudadana de Tabasco. |                 |                 |                                    |      |

## Resultados

### Ayuntamientos
|  | 45.34 % |

|  | 15.88 % |

|  | 9.09 % |

|  | 7.20 % |

|  | 3.25 % |

|  | 2.73 % |

|  | 2.72 % |

|  | 2.29 % |

|  | 2.28 % |

|  | 2.61 % |

|  | 0.78 % |

|  | 97.19 % |

|  | 2.81 % |

#### Balancán
|  | 4.47 % |

|  | 5.36 % |

|  | 34.59 % |

|  | 0.34 % |

|  | 0.50 % |

|  | 37.21 % |

|  | 12.89 % |

|  | 1.39 % |

|  | 0.94 % |

|  | 0.01 % |

|  | 2.34 % |

|  | 100.00 % |

#### Cárdenas
|  | 2.19 % |

|  | 27.20 % |

|  | 1.80 % |

|  | 1.39 % |

|  | 0.96 % |

|  | 60.43 % |

|  | 1.47 % |

|  | 1.34 % |

|  | 0.00 % |

|  | 0.29 % |

|  | 2.92 % |

|  | 100.0 % |

#### Centla
|  | 0.44 % |

|  | 8.18 % |

|  | 3.26 % |

|  | 9.81 % |

|  | 0.88 % |

|  | 17.61 % |

|  | 29.85 % |

|  | 9.29 % |

|  | 3.27 % |

|  | 13.19 % |

|  | 1.08 % |

|  | 0.01 % |

|  | 3.14 % |

|  | 100.0 % |

#### Centro
|  | 22.36 % |

|  | 7.66 % |

|  | 2.14 % |

|  | 0.71 % |

|  | 1.04 % |

|  | 61.04 % |

|  | 0.91 % |

|  | 0.93 % |

|  | 0.62 % |

|  | 0.08 % |

|  | 2.50 % |

|  | 100.0 % |

#### Comalcalco
|  | 5.86 % |

|  | 35.57 % |

|  | 0.72 % |

|  | 0.78 % |

|  | 0.69 % |

|  | 51.76 % |

|  | 0.99 % |

|  | 1.10 % |

|  | 0.61 % |

|  | 0.19 % |

|  | 0.03 % |

|  | 1.70 % |

|  | 100.0 % |

#### Cunduacán
|  | 2.81 % |

|  | 4.33 % |

|  | 0.49 % |

|  | 1.21 % |

|  | 1.11 % |

|  | 38.90 % |

|  | 2.19 % |

|  | 1.04 % |

|  | 0.00 % |

|  | 43.18 % |

|  | 0.03 % |

|  | 4.71 % |

|  | 100.0 % |

#### Emiliano Zapata
|  | 1.36 % |

|  | 0.21 % |

|  | 46.77 % |

|  | 0.00 % |

|  | 0.00 % |

|  | 47.17 % |

|  | 0.67 % |

|  | 1.40 % |

|  | 0.00 % |

|  | 0.01 % |

|  | 2.41 % |

|  | 100.0 % |

#### Huimanguillo
|  | 1.25 % |

|  | 40.62 % |

|  | 4.68 % |

|  | 2.88 % |

|  | 0.35 % |

|  | 44.18 % |

|  | 1.39 % |

|  | 1.63 % |

|  | 0.00 % |

|  | 0.05 % |

|  | 2.98 % |

|  | 100.0 % |

#### Jalapa
|  | 0.18 % |

|  | 1.60 % |

|  | 1.18 % |

|  | 27.95 % |

|  | 0.74 % |

|  | 20.68 % |

|  | 43.18 % |

|  | 1.13 % |

|  | 0.00 % |

|  | 0.00 % |

|  | 0.00 % |

|  | 3.37 % |

|  | 100.0 % |

#### Jalpa de Méndez
|  | 5.30 % |

|  | 10.57 % |

|  | 5.61 % |

|  | 30.67 % |

|  | 0.87 % |

|  | 42.49 % |

|  | 0.97 % |

|  | 0.87 % |

|  | 0.00 % |

|  | 0.01 % |

|  | 2.66 % |

|  | 100.0 % |

#### Jonuta
|  | 0.14 % |

|  | 0.46 % |

|  | 38.25 % |

|  | 0.38 % |

|  | 0.14 % |

|  | 0.47 % |

|  | 56.38 % |

|  | 0.79 % |

|  | 1.03 % |

|  | 0.00 % |

|  | 0.00 % |

|  | 1.96 % |

|  | 100.0 % |

#### Macuspana
|  | 4.60 % |

|  | 9.30 % |

|  | 18.17 % |

|  | 1.27 % |

|  | 2.34 % |

|  | 49.47 % |

|  | 7.72 % |

|  | 3.58 % |

|  | 0.62 % |

|  | 0.10 % |

|  | 2.82 % |

|  | 100.0 % |

#### Nacajuca
|  | 2.80 % |

|  | 0.68 % |

|  | 28.31 % |

|  | 1.70 % |

|  | 0.61 % |

|  | 35.88 % |

|  | 1.28 % |

|  | 24.34 % |

|  | 1.49 % |

|  | 0.04 % |

|  | 2.88 % |

|  | 100.0 % |

#### Paraíso
|  | 2.80 % |

|  | 35.57 % |

|  | 0.65 % |

|  | 0.44 % |

|  | 1.25 % |

|  | 29.21 % |

|  | 0.90 % |

|  | 1.36 % |

|  | 25.83 % |

|  | 0.02 % |

|  | 1.97 % |

|  | 100.0 % |

#### Tacotalpa
|  | 10.78 % |

|  | 2.33 % |

|  | 1.16 % |

|  | 0.39 % |

|  | 46.04 % |

|  | 31.19 % |

|  | 1.84 % |

|  | 0.93 % |

|  | 1.69 % |

|  | 0.00 % |

|  | 3.65 % |

|  | 100.0 % |

#### Teapa
|  | 0.24 % |

|  | 23.21 % |

|  | 12.21 % |

|  | 1.59 % |

|  | 1.81 % |

|  | 1.87 % |

|  | 33.86 % |

|  | 1.09 % |

|  | 1.27 % |

|  | 18.16 % |

|  | 0.09 % |

|  | 4.60 % |

|  | 100.0 % |

#### Tenosique
|  | 35.24 % |

|  | 0.63 % |

|  | 1.10 % |

|  | 0.32 % |

|  | 0.50 % |

|  | 50.35 % |

|  | 1.09 % |

|  | 0.53 % |

|  | 0.62 % |

|  | 7.18 % |

|  | 0.04 % |

|  | 2.41 % |

|  | 100.0 % |

### Diputados de Mayoría Relativa
|  | 1.37 % |

|  | 8.05 % |

|  | 13.63 % |

|  | 6.87 % |

|  | 2.38 % |

|  | 3.79 % |

|  | 52.34 % |

|  | 2.76 % |

|  | 2.80 % |

|  | 2.60 % |

|  | 0.16 % |

|  | 0.21 % |

|  | 3.03 % |

|  | 100.00 % |

#### Distrito I (Tenosique)
|  | 16.17 % |

|  | 3.20 % |

|  | 13.98 % |

|  | 1.13 % |

|  | 1.01 % |

|  | 52.69 % |

|  | 5.60 % |

|  | 1.34 % |

|  | 2.41 % |

|  | 0.01 % |

|  | 2.45 % |

|  | 100.0 % |

#### Distrito II (Cárdenas)
|  | 3.12 % |

|  | 17.44 % |

|  | 8.08 % |

|  | 2.08 % |

|  | 2.38 % |

|  | 58.54 % |

|  | 2.47 % |

|  | 0.88 % |

|  | 0.43 % |

|  | 2.25 % |

|  | 2.32 % |

|  | 100.0 % |

#### Distrito III (Cárdenas)
|  | 2.97 % |

|  | 22.64 % |

|  | 2.44 % |

|  | 1.10 % |

|  | 0.70 % |

|  | 60.14 % |

|  | 1.90 % |

|  | 1.92 % |

|  | 1.54 % |

|  | 1.62 % |

|  | 3.03 % |

|  | 100.0 % |

#### Distrito IV (Huimanguillo)
|  | 1.78 % |

|  | 28.08 % |

|  | 3.44 % |

|  | 1.79 % |

|  | 0.53 % |

|  | 53.57 % |

|  | 4.42 % |

|  | 1.69 % |

|  | 1.72 % |

|  | 0.19 % |

|  | 2.79 % |

|  | 100.0 % |

#### Distrito V (Centla)
|  | 1.38 % |

|  | 8.11 % |

|  | 3.64 % |

|  | 7.14 % |

|  | 1.61 % |

|  | 14.38 % |

|  | 34.90 % |

|  | 8.60 % |

|  | 3.11 % |

|  | 10.21 % |

|  | 3.37 % |

|  | 0.02 % |

|  | 3.63 % |

|  | 100.0 % |

#### Distrito VI (Centro)
|  | 3.50 % |

|  | 17.96 % |

|  | 5.25 % |

|  | 3.07 % |

|  | 1.71 % |

|  | 2.31 % |

|  | 60.04 % |

|  | 1.09 % |

|  | 1.07 % |

|  | 0.95 % |

|  | 0.09 % |

|  | 2.97 % |

|  | 100.0 % |

#### Distrito VII (Centro)
|  | 12.48 % |

|  | 4.06 % |

|  | 1.80 % |

|  | 2.10 % |

|  | 2.92 % |

|  | 67.27 % |

|  | 2.29 % |

|  | 2.10 % |

|  | 1.33 % |

|  | 0.03 % |

|  | 3.60 % |

|  | 100.0 % |

#### Distrito VIII (Centro)
|  | 4.14 % |

|  | 15.12 % |

|  | 6.67 % |

|  | 2.39 % |

|  | 1.36 % |

|  | 1.74 % |

|  | 61.12 % |

|  | 1.78 % |

|  | 1.29 % |

|  | 1.09 % |

|  | 0.08 % |

|  | 3.21 % |

|  | 100.0 % |

#### Distrito IX (Centro)
|  | 3.02 % |

|  | 17.14 % |

|  | 3.72 % |

|  | 3.20 % |

|  | 1.01 % |

|  | 2.26 % |

|  | 61.16 % |

|  | 2.25 % |

|  | 1.23 % |

|  | 1.71 % |

|  | 0.09 % |

|  | 3.19 % |

|  | 100.0 % |

#### Distrito X (Centro)
|  | 1.25 % |

|  | 14.07 % |

|  | 2.88 % |

|  | 1.90 % |

|  | 2.44 % |

|  | 1.95 % |

|  | 69.42 % |

|  | 1.31 % |

|  | 1.11 % |

|  | 0.95 % |

|  | 0.05 % |

|  | 2.67 % |

|  | 100.0 % |

#### Distrito XI (Tacotalpa)
|  | 5.59 % |

|  | 5.69 % |

|  | 13.99 % |

|  | 0.99 % |

|  | 23.40 % |

|  | 42.35 % |

|  | 2.10 % |

|  | 1.26 % |

|  | 1.09 % |

|  | 0.01 % |

|  | 3.54 % |

|  | 100.0 % |

#### Distrito XII (Centro)
|  | 2.12 % |

|  | 17.40 % |

|  | 3.54 % |

|  | 2.57 % |

|  | 1.29 % |

|  | 2.02 % |

|  | 61.40 % |

|  | 1.65 % |

|  | 3.30 % |

|  | 1.14 % |

|  | 0.10 % |

|  | 3.47 % |

|  | 100.0 % |

#### Distrito XIII (Comalcalco)
|  | 6.05 % |

|  | 34.34 % |

|  | 1.59 % |

|  | 0.67 % |

|  | 0.96 % |

|  | 51.50 % |

|  | 1.15 % |

|  | 1.25 % |

|  | 0.69 % |

|  | 0.02 % |

|  | 1.76 % |

|  | 0.0 % |

#### Distrito XIV (Cunduacán)
|  | 5.83 % |

|  | 11.57 % |

|  | 1.87 % |

|  | 2.89 % |

|  | 9.66 % |

|  | 51.94 % |

|  | 7.30 % |

|  | 1.91 % |

|  | 2.45 % |

|  | 0.09 % |

|  | 4.50 % |

|  | 100.00 % |

#### Distrito XV (Emiliano Zapata)
|  | 2.98 % |

|  | 11.90 % |

|  | 18.30 % |

|  | 0.74 % |

|  | 0.94 % |

|  | 56.61 % |

|  | 2.63 % |

|  | 2.91 % |

|  | 0.45 % |

|  | 0.02 % |

|  | 2.53 % |

|  | 100.00 % |

#### Distrito XVI (Huimanguillo)
|  | 3.18 % |

|  | 35.52 % |

|  | 4.93 % |

|  | 3.09 % |

|  | 1.24 % |

|  | 43.28 % |

|  | 1.37 % |

|  | 3.45 % |

|  | 0.76 % |

|  | 0.06 % |

|  | 3.12 % |

|  | 100.00 % |

#### Distrito XVII (Jalpa de Méndez)
|  | 0.72 % |

|  | 6.94 % |

|  | 18.45 % |

|  | 4.61 % |

|  | 13.42 % |

|  | 2.43 % |

|  | 46.45 % |

|  | 1.45 % |

|  | 1.17 % |

|  | 0.88 % |

|  | 0.04 % |

|  | 3.44 % |

|  | 100.00 % |

#### Distrito XVIII (Macuspana)
|  | 5.15 % |

|  | 12.91 % |

|  | 14.06 % |

|  | 1.94 % |

|  | 4.29 % |

|  | 48.99 % |

|  | 5.03 % |

|  | 2.91 % |

|  | 1.38 % |

|  | 0.28 % |

|  | 3.17 % |

|  | 100.00 % |

#### Distrito XIX (Nacajuca)
|  | 3.94 % |

|  | 1.34 % |

|  | 22.29 % |

|  | 3.05 % |

|  | 2.09 % |

|  | 41.90 % |

|  | 1.80 % |

|  | 18.47 % |

|  | 1.41 % |

|  | 0.05 % |

|  | 3.66 % |

|  | 100.00 % |

#### Distrito XX (Paraíso)
|  | 6.35 % |

|  | 29.53 % |

|  | 2.27 % |

|  | 0.83 % |

|  | 1.38 % |

|  | 42.87 % |

|  | 1.06 % |

|  | 1.01 % |

|  | 12.45 % |

|  | 0.01 % |

|  | 2.23 % |

|  | 100.00 % |

#### Distrito XXI (Centro)
|  | 0.80 % |

|  | 18.09 % |

|  | 6.02 % |

|  | 2.36 % |

|  | 1.99 % |

|  | 1.80 % |

|  | 56.15 % |

|  | 1.58 % |

|  | 1.83 % |

|  | 6.07 % |

|  | 0.06 % |

|  | 3.26 % |

|  | 100.00 % |

### Diputados por Representación Proporcional

#### Primera circunscripción
| Pos.                                                               |                                  |                                |                                          |                                  |                                               |                               |                               |                                   |                                |                                    |
| ------------------------------------------------------------------ | -------------------------------- | ------------------------------ | ---------------------------------------- | -------------------------------- | --------------------------------------------- | ----------------------------- | ----------------------------- | --------------------------------- | ------------------------------ | ---------------------------------- |
| 1                                                                  | Miguel Ángel Velázquez Velázquez | Soraya Pérez Munguía Hecho     | Shirley Herrera Dagdug Hecho             | Miguel Ángel Moheno Piñera Hecho | Martín Palacios Calderón                      | Juán Alonso Huerta            | César Francisco Burelo Burelo | Myrna Rocío Álvarez Gular         | Angélica Romero Luciano        | Sebastiana Hernández Segura        |
| 2                                                                  | Ana León Barrueta                | Erubiel Lorenzo Alonso Que     | Héctor Peralta Grappin Hecho             | Sonia López Álvarez              | Sonia García Domínguez                        | Patricia Hernández Zacarías   | Teresa Burelo Cortázar        | David Miguel Ángel Ascencio Trejo | Benito Juárez Reyes            | Luis Norberto Wade Soberanis       |
| 3                                                                  | Raúl Sánchez Mondragón           | María Inés de la Fuente Dagdug | Beatriz Vasconcelos Pérez Hecho          | Horacio Gallegos Jiménez         | Jesús Jiménez Mena                            | Vicente Guillermo de la Torre | Neptimo Bautista de la Cruz   | Guadalupe Dantorie Alcudia        | María Lisbeth Martínez Velueta | Doris Ángel Gerónimo López         |
| 4                                                                  | Celia Larisa Castillo Gamas      | Jorge Pons y Carrillo          | José Pablo Flores Morales Hecho          | Guadalupe del Carmen del Rivero  | Guadalupe Natividad Asunción Murillo Santiago | Ofelia Hernández Hernández    | María del Carmen Cruz Alpuche | Paflorito de la Cruz Pérez        | Erick Balcázar Ehuan           | José Manuel Payán Ramos            |
| 5                                                                  | Luciano Salomón Torres Carmona   | Deny Orquídea Jiménez Pérez    | Joandra Montserrat Rodríguez Pérez Hecho | Hiram Lezama Ibarra              | Carlos Contreras Cadenas                      | César Augusto Balcázar Isidro | Isidro Jiménez López          | Rosa Karina Trejo Estrada         |                                | Gabriela Rivera Cornelio           |
| 6                                                                  | Claudia Ortiz Frías              | Carlos Velázquez Córdova       | Héctor Manuel Ovando Almeida             | Graciela Suárez Mezquita         | Sarahi López Jiménez                          | Luz Daniela Torres Jiménez    | Gloria Cristhel López Pérez   | Rosalino de la Cruz Ligonio       |                                | Rafael Alejandro Aranda García     |
| 7                                                                  | María Eledina López Ramón        | Ana Laura Serra Burelo         | Virginia del Carmen Jaimes Ramos         | Sayi Cupil Méndez                | Raúl Manuel Collado                           | Fausto Kiostom                | Obando Olán Santiago          | Milca de los Santos de la Cruz    |                                | Luisa Fernández Domínguez Martínez |
| Fuente: Sesión Especial de Cómputo Estatal del 13 de junio de 2021 |                                  |                                |                                          |                                  |                                               |                               |                               |                                   |                                |                                    |

#### Segunda circunscripción
| Pos.                                                               |                                  |                                     |                                 |                                       |                                 |                                   |                                      |                                 |                           |                                |
| ------------------------------------------------------------------ | -------------------------------- | ----------------------------------- | ------------------------------- | ------------------------------------- | ------------------------------- | --------------------------------- | ------------------------------------ | ------------------------------- | ------------------------- | ------------------------------ |
| 1                                                                  | Jemima Alonzo Que                | Martiza Mallely Jiménez Pérez Hecho | Karolina Pech Frías             | Norma Araceli Aranguren Rosique Hecho | Orquídea Madariaga Pérez        | Casilda Ruíz Agustín Hecho        | Roxana Tress Farías                  | Nadala Gil Montelongo           | León Felipe Morales Ariza | José Alfonso González Burelo   |
| 2                                                                  | Romeo Sandoval Romero            | Fabián Granier Calles Hecho         | Juan Álvarez Carrillo Hecho     | Miguel Armando Vélez Mier Hecho       | José Abelardo Sulu Díaz         | Edgar Thomas Barria               | Luis Arcadio Gutiérez León           | Jorge Alberto Broca Morales     | Lea Cabrera Velázquez     | Karla Cabrera Castillo         |
| 3                                                                  | Elda Mier y Concha Soto          | Katia Ornelas Gil Hecho             | José Trinidad Noriega Contreras | María Irene Calcáneo Argüelles        | Nineth Alejandra Rosique Cadena | Rocío del Carmen Priego Mondragón | Lili del Carmen Castro León          | Saraí Jiménez Cornelio          | Gregorio Morales Félix    | Williams Fuentes Sánchez       |
| 4                                                                  | Roberto Menchaca Burgos          | Marcos Antonio Carrera Cruz         | Sara Beatriz González Magaña    | José Manuel Lizárraga Pérez           | Luis Enrique Torres Custodio    | Porfirio Lara Rivera              | Pedro Hernández Jiménez              | Rusell Chablé Morales           | Raquel Vidal Camacho      | Mónica Alejandra Zurita Rivera |
| 5                                                                  | Heimy Martínez Hernández         | Ofelia Morales Morales              | Luis Alcides Mena Gómez         | Mariana Ordóñez Cano                  | Dalia Nairoby de la Cruz Arias  | Ivette Mariscal Laneztoza         | Guadalupe Gessel Mendez Sánchez      | Karen Nazareth Sosa Maldonado   | Enrique Subiaur Pérez     | Ricardo García Santana         |
| 6                                                                  | José Alfredo Gómez Vázquez       | Juan Carlos Beauregard Giménez      | Magali Alcudia Vidal            | Elia Graciela Filigrana Montejo       | Mario Ramón Pérez Valencia      | Luis Miguel Garrido Genesta       | Ricardo Rueda de León Esparza        | Cleper de Miguel Martínez Pérez |                           | Nora María Gómez Cruz          |
| 7                                                                  | Tila del Carmen Hernández Robles | Yany del Carmen García Narváez      | Adrián Gamboa Carrera           | Hugo Arturo Alamilla Reyes            | Luisa Fernanda Carrera García   | Azalea Margarita Sánchez Magaña   | Juana María Esther Álvarez Hernández | Oriana Castillo Landero         |                           |                                |
| Fuente: Sesión Especial de Cómputo Estatal del 13 de junio de 2021 |                                  |                                     |                                 |                                       |                                 |                                   |                                      |                                 |                           |                                |